# Titularbistum Tanagra
Tanagra ist ein Titularbistum der römisch-katholischen Kirche.
Es geht zurück auf ein früheres Bistum der antiken Stadt Tanagra in Böotien in Griechenland, das der Kirchenprovinz Theben zugeordnet war.
| Titularbischöfe von Tanagra |                                            | |                   |                   |
| Nr.                         | Name                                       | Amt | von               | bis               |
| 1                           | Franciscus Barkoczy de Szala               | | 2. Januar 1741    | 10. Mai 1745      |
| 2                           | Johann Karl Leopold Graf von Scherffenberg | Weihbischof in Olmütz (Böhmen) | 21. April 1749    | 17. April 1771    |
| 3                           | György Richvaldszky                        | Weihbischof in Esztergom (Ungarn) | 16. Dezember 1776 | 7. August 1779    |
| 4                           | Felix Graf von Stubenberg                  | Weihbischof in Eichstätt (Deutschland)                                                                                                 | 11. Dezember 1780 | 18. Juni 1828     |
| 5                           | Joaquín Fernández de Madrid y Canal        | | 1834              | 25. Dezember 1861 |
| 6                           | Salvador-Pierre Walleser OFMCap            | Apostolischer Vikar der Marianen und Karolinen (Föderierte Staaten von Mikronesien) Apostolischer Vikar von Ost-Gansu (Republik China) | 21. August 1912   | 1. Januar 1946    |
| 7                           | Henri-Aimé-Anatole Prunier MEP             | emeritierter Bischof von Salem (Indien)                                                                                                | 20. November 1947 | 10. März 1957     |
| 8                           | Stanisław Jakiel                           | Weihbischof in Przemyśl (Polen) | 3. Juni 1957      | 26. März 1983     |